# Alejandro Cossavella
Alejandro Cossavella (Caballito, Buenos Aires, 20 de octubre de 1965), también conocido como Ale Kosabela, es un músico argentino. Fue fundador e integrante de los grupos La Porkoj y Strika Tango.

## Carrera
Cossavella se interesó por el esperanto en 1997 después de leer un anuncio en un periódico local que animaba a la gente a aprender el idioma. Meses después, en 1998, asistió al Congreso Universal de Esperanto en Montpellier, Francia, y participó en el concurso de bellas artes, donde creó su primera canción en este idioma, la milonga Che Montpellier.
En 1999 lanzó el álbum de estudio Ŝako con el grupo La Porkoj. Este disco también sería el sexto álbum del proyecto Kolekto 2000 de la discográfica Vinilkosmo.
En julio de 2004 lanzaría el álbum Civilizacio con el grupo Strika Tango.
En 2008, lanzó su primer álbum en solitario, Hej! Un año después lanzaría el álbum recopilatorio Revolucio en pajleraro.
En 2019 lanzaría el disco Tro, con arreglos y la participación de la banda Vojaĝo.
En 2020 participó en un proyecto musical, que incluía una nueva interpretación de su canción «La Pordo», originalmente incluida en Revolucio en pajleraro, realizada por diferentes músicos esperantistas.

## Discografía

### Con La Porkoj
- Ŝako (1999)

### Con Strika Tango
- Civilizacio (2004)

### Como solista

#### Álbumes de estudio
- Hej! (2008)
- Tro (2019)

#### Álbumes recopilatorios
- Revolucio en pajleraro (2009)